# تشاه ملك
تشاه ملك هي قرية في مقاطعة خور وبيابانك، إيران. عدد سكان هذه القرية هو 1,302 في سنة 2006.